# Canaan Banana
Canaan Sodindo Banana (5. ožujka 1936. – 10. studenog 2003.). metodistički svećenik i prvi predsjednik države Zimbabve.
Rodio se u tadašnjoj Južnoj Rodeziji (današnji Zimbabve). Majka mu je bila domaća, a otac iz Malavija.
Školovao se u misionarskim školama. Za svećenika je zaređen 1961. godine. Godinu kasnije se oženio.
Često je bio uhićivan tijekom kolonijalne vlasti, a osobito se žestoko protivio vladi kojoj je na čelu bio Ian Smith.
Nakon neovisnosti Zimbabvea, postao je predsjednik i prvi crni vođa države.
1982. donesen je zakon koji je branio da se stanovništvo izruguje njegovu imenu.
Bio je ceremonijalni predsjednik. Zamijenio ga je Robert Mugabe, zloglasni i okrutni diktator.
Nakon silaska s vlasti, optužen je za sodomiju, osuđen na 10 godina zatvora, devet uvjetno. Umro je u Londonu od raka. Janet, njegova žena, zatražila je azil u listopadu 2000. godine.

## Vanjske poveznice
- Yes, We Have No Bananas
- Članak u Guardianu o Janet Banana